# 20세기 폭스의 영화 목록 (2000-2020년)
다음은 20세기 폭스의 2020년 이전의 주요 작품 목록이다.

## 2000년대
| 개봉일자   | 제목                                         | 비고 |
| ---------- | -------------------------------------------- | --- |
| 2000.2.11  | 비치                                         | 공동 제작 Figment Films |
| 2000.3.24  | 아름다운 언약식                              | 제공 폭스 2000 픽처스 |
| 2000.4.28  | 노블리                                       | 공동 제작 Wind Dancer Films |
| 2000.6.2   | 빅 마마 하우스                               | 공동 제작 리젠시 엔터프라이즈, Runteldat Entertainment, Friendly Productions, Taurus Films and Nina Saxon Film Design                      |
| 2000.6.16  | 타이탄 A.E.                                  | 공동 제작 폭스 애니메이션 스튜디오 and David Kirschner Productions                                                                         |
| 2000.6.23  | 미, 마이셀프 앤드 아이린                     | 공동 제작 Conundrum Entertainment |
| 2000.7.14  | 엑스맨                                       | 공동 제작 마블 엔터프라이즈, Bad Hat Harry Productions and The Donners' Company                                                            |
| 2000.7.21  | 왓 라이즈 비니스                             | 인터내셔널 배급, 공동 제작 드림웍스 픽처스 and ImageMovers                                                                                 |
| 2000.8.18  | 선셋 스트립                                  | 제공 폭스 2000 픽처스 |
| 2000.10.6  | 타이거랜드                                   | 배급 담당, 제작 뉴 리젠시 프로덕션 |
| 2000.10.20 | 일곱가지 유혹                                | 공동 제작 리젠시 엔터프라이즈 and Kirch Media                                                                                              |
| 2000.11.3  | 베가 번스의 전설                             | 인터내셔널 배급, 공동 제작 드림웍스 픽처스                                                                                                 |
| 2000.11.10 | 맨 오브 오너                                 | 제공 폭스 2000 픽처스, 공동 제작 State Street Pictures                                                                                     |
| 2000.12.15 | 내 차 봤냐?                                  | 공동 제작 Alcon Entertainment |
| 2000.12.22 | 캐스트 어웨이                                | 북미 배급, 공동 제작 드림웍스 픽처스, ImageMovers and Playtone                                                                             |
| 2001.2.23  | 몽키본                                       | 공동 제작 1492 픽처스 |
| 2001.3.23  | 사랑은 언제나 어려워                         | 공동 제작 Conundrum Entertainment |
| 2001.3.30  | 썸원 라이크 유                               | 제공 폭스 2000 픽처스 |
| 2001.4.20  | 프레디 갓 핑거드                             | 배급 담당, 제작 뉴 리젠시 프로덕션 |
| 2001.6.1   | 물랑 루즈                                    | 공동 제작 Bazmark Films |
| 2001.6.22  | 닥터 두리틀 2                                | 공동 제작 Davis Entertainment |
| 2001.7.6   | 키스 오브 드래곤                             | 공동 제작 스튜디오 카날 and 유로파코프 |
| 2001.7.27  | 혹성탈출                                     | 공동 제작 The Zanuck Company |
| 2001.9.21  | 글리터                                       | 북미 배급, 공동 제작 콜럼비아 픽처스, Lawrence Mark Productions                                                                            |
| 2001.9.28  | 돈 세이 워드                                 | 배급 담당, 제작 뉴 리젠시 프로덕션, 빌리지 로드쇼 픽처스, NPV Entertainment, Kopelson Entertainment and Further Films                      |
| 2001.10.5  | 캔디 케인                                    | 배급만, 제작 뉴 리젠시 프로덕션, 배드 로봇 프로덕션스 and LivePlanet                                                                       |
| 2001.10.19 | 프롬 헬                                      | 공동 제작 Mace Neufeld Productions |
| 2001.11.9  | 내겐 너무 가벼운 그녀                        | 공동 제작 Conundrum Entertainment |
| 2001.11.21 | 흑기사 중세로 가다                           | 공동 제작 리젠시 엔터프라이즈, Runteldat Entertainment and The Firm, Inc.                                                                  |
| 2001.11.30 | 에너미 라인스                                | 공동 제작 Davis Entertainment |
| 2001.12.21 | 브라보 대디                                  | 공동 제작 리젠시 엔터프라이즈, Kopelson Entertainment, Epsilon Motion Pictures and Atchity Entertainment International                     |
| 2002.1.25  | 퓨전 쿵푸                                    | 공동 제작 O Entertainment |
| 2002.3.15  | 아이스 에이지                                | 제공 20세기 폭스 애니메이션, 공동 제작 블루 스카이 스튜디오                                                                                |
| 2002.4.5   | 하이 크라임                                  | 공동 제작 뉴 리젠시 프로덕션 and Monarch Pictures                                                                                          |
| 2002.4.26  | 어느날 그녀에게 생긴 일                      | 배급 담당, 제작 뉴 리젠시 프로덕션 and Davis Entertainment                                                                                 |
| 2002.5.10  | 언페이스풀                                   | 제공 폭스 2000 픽처스, 공동 제작 리젠시 엔터프라이즈                                                                                       |
| 2002.5.16  | 스타 워즈 에피소드 II: 클론의 습격           | 공동 제작 루카스 필름 |
| 2002.6.21  | 마이너리티 리포트                            | 인터내셔널 배급, 공동 제작 드림웍스 픽처스, 앰블린 엔터테인먼트 and 크루즈/와그너 프로덕션스                                               |
| 2002.6.28  | 백만장자 프로젝트                            | 제공 폭스 2000 픽처스 |
| 2002.7.3   | 라이크 마이크                                | 공동 제작 NBA Entertainment, Josephson Entertainment and Heller Highwater                                                                  |
| 2002.7.12  | 로드 투 퍼디션                               | 인터내셔널 배급, 공동 제작 드림웍스 픽처스                                                                                                 |
| 2002.9.6   | 위험한 유혹                                  | 북미 배급, 공동 제작 GreeneStreet Films and Cobalt Media Group                                                                             |
| 2002.10.11 | 트랜스포터                                   | 공동 제작 유로파코프, TF1 Films Production, Current Entertainment and 카날 플러스                                                          |
| 2002.11.22 | 007 어나더데이                               | 인터내셔널 배급, 제작 메트로 골드윈 메이어 and 이온 프로덕션스                                                                             |
| 2002.11.27 | 솔라리스                                     | 공동 제작 Lightstorm Entertainment |
| 2002.12.13 | 드럼라인                                     | 제공 폭스 2000 픽처스 |
| 2003.1.10  | 우리 방금 결혼했어요                         | 공동 제작 Mediastream IV and Robert Simonds Productions                                                                                    |
| 2003.2.14  | 데어데블                                     | 공동 제작 뉴 리젠시 프로덕션, 마블 엔터프라이즈, Mace Neufeld Productions and Horseshoe Bay Productions                                    |
| 2003.4.4   | 폰 부스                                      | 제공 폭스 2000 픽처스, 공동 제작 Zucker/Netter Productions                                                                                 |
| 2003.4.16  | 체이싱 파피                                  | 제공 폭스 2000 픽처스, 공동 제작 Robert Sounds Productions and Spirit Dance Entertainment                                                  |
| 2003.5.2   | 엑스맨 2                                     | 공동 제작 마블 엔터프라이즈, Bad Hat Harry Productions and The Donners' Company                                                            |
| 2003.5.16  | 다운 위드 러브                               | 제공 폭스 2000 픽처스, 공동 제작 리젠시 엔터프라이즈 and The Jinks/Cohen Company                                                           |
| 2003.5.30  | 데드 캠프                                    | 배급 담당, 공동 제작 리젠시 엔터프라이즈, 서밋 엔터테인먼트 and Constantin Film                                                            |
| 2003.6.20  | 프럼 저스틴 투 켈리                          | 공동 제작 19 Entertainment |
| 2003.7.11  | 젠틀맨 리그                                  | 공동 제작 오리지널 필름, Angry Films, Skylark Productions, International Production Company and JD Productions                             |
| 2003.9.5   | 디 오더                                      | 공동 제작 Skylark Productions |
| 2003.9.12  | 행맨의 커스                                  | 인터내셔널 배급, 공동 제작 Total Living Network, Namesake Entertainment and North by Northwest Productions                                 |
| 2003.10.17 | 런어웨이                                     | 배급 담당, 제작 뉴 리젠시 프로덕션, 오리지널 필름, Skylark Productions and Dark Horse Entertainment                                        |
| 2003.11.14 | 마스터 앤드 커맨더: 위대한 정복자            | 북미 배급, 공동 제작 유니버설 픽처스, 미라맥스 and Samuel Goldwyn Films                                                                    |
| 2003.12.12 | 붙어야 산다                                  | 공동 제작 Conundrum Entertainment |
| 2003.12.25 | 열두 명의 웬수들                             | 공동 제작 Robert Simonds Productions |
| 2004.2.6   | 캐치 댓 머니                                 | 제공 폭스 2000 픽처스, 공동 제작 Mediastream IV and Mad Chance Productions                                                                 |
| 2004.2.23  | 웰컴 프레지던트                              | 공동 제작 Mediastream IV |
| 2004.2.25  | 패션 오브 크라이스트                         | 인터내셔널 배급, 공동 제작 Newmarket Films and Icon Productions                                                                            |
| 2004.4.9   | 내겐 너무 아찔한 그녀                        | 배급 담당, 제작 뉴 리젠시 프로덕션, Daybreak and Epsilon Motion Pictures                                                                   |
| 2004.4.23  | 맨 온 파이어                                 | 제공 폭스 2000 픽처스, 공동 제작 뉴 리젠시 프로덕션 and Scott Free Productions                                                             |
| 2004.5.28  | 투모로우                                     | 공동 제작 라이언스게이트, Centropolis Entertainment and The Mark Gordon Company                                                            |
| 2004.6.11  | 가필드                                       | 공동 제작 Davis Entertainment and Paws, Inc.                                                                                               |
| 2004.6.18  | 피구의 제왕                                  | 공동 제작 Red Hour Productions |
| 2004.7.16  | 아이, 로봇                                   | 공동 제작 Mediastream IV, Davis Entertainment, Lawrence Mark Productions and Overbrook Entertainment                                       |
| 2004.8.13  | 에이리언 VS. 프레데터                        | 공동 제작 Davis Entertainment and Brandywine Productions                                                                                   |
| 2004.9.3   | 파파라치                                     | 공동 제작 Icon Productions |
| 2004.9.24  | 대통령의 딸                                  | 배급 담당, 제작 뉴 리젠시 프로덕션 and Davis Entertainment                                                                                 |
| 2004.10.6  | 택시: 더 맥시멈                              | 공동 제작 유로파코프 and Robert Simonds Productions                                                                                        |
| 2004.12.17 | 피닉스                                       | 공동 제작 Davis Entertainment |
| 2004.12.25 | 팻 알버트                                    | 공동 제작 Davis Entertainment and SAH Enterprises                                                                                          |
| 2005.1.14  | 엘렉트라                                     | 공동 제작 뉴 리젠시 프로덕션, 마블 엔터프라이즈, Mace Neufeld Productions and Epsilon Motion Pictures                                      |
| 2005.1.28  | 숨바꼭질                                     | 제공 폭스 2000 픽처스, 공동 제작 Tribeca Productions and Josephson Entertainment                                                           |
| 2005.2.18  | 윈-딕시 때문에                               | 공동 제작 월든 미디어 |
| 2005.3.11  | 로봇                                         | 제공 20세기 폭스 애니메이션 공동 제작 블루 스카이 스튜디오                                                                                 |
| 2005.3.25  | 게스 후?                                     | 인터내셔널 배급, 공동 제작 콜럼비아 픽처스, 리젠시 엔터프라이즈, 3 Arts Entertainment, Tall Trees Productions and Katalyst Media           |
| 2005.4.8   | 날 미치게 하는 남자                          | 제공 폭스 2000 픽처스, 공동 제작 Conundrum Entertainment and Flower Films                                                                  |
| 2005.5.6   | 킹덤 오브 헤븐                               | 공동 제작 Scott Free Productions, Inside Track and Studio Babelsberg Motion Pictures GmbH                                                  |
| 2005.5.19  | 스타워즈 에피소드 III: 시스의 복수           | 공동 제작 루카스필름 |
| 2005.6.10  | 미스터 & 미세스 스미스                       | 공동 제작 서밋 엔터테인먼트, 뉴 리젠시 프로덕션, and Weed Road Pictures                                                                    |
| 2005.7.1   | 리바운드                                     | 공동 제작 Robert Simonds Productions and Runteldat Entertainment                                                                           |
| 2005.7.8   | 판타스틱 4                                   | 공동 제작 Constantin Film, 마블 엔터프라이즈, 1492 픽처스 and Bernd Eichinger Productions                                                  |
| 2005.8.17  | 슈퍼크로스                                   | 공동 제작 Tag Entertainment |
| 2005.9.2   | 트랜스포터: 엑스트림                         | 공동 제작 유로파코프 |
| 2005.9.24  | 당신이 그녀라면                              | 제공 폭스 2000 픽처스, 공동 제작 Scott Free Productions and Deuce Three Productions                                                        |
| 2005.9.30  | 리틀 맨하탄                                  | 배급 담당, 제작 뉴 리젠시 프로덕션 and Pariah Films                                                                                        |
| 2005.10.21 | 스테이                                       | 배급 담당, 제작 뉴 리젠시 프로덕션 and Di Bonaventura Pictures                                                                             |
| 2005.11.18 | 앙코르                                       | 제공 폭스 2000 픽처스, 공동 제작 Konrad Pictures, Tree Line Films and Catfish Productions                                                  |
| 2005.11.23 | 인 더 믹스                                   | 인터내셔널 배급, 공동 제작 라이온스게이트                                                                                                  |
| 2005.12.16 | 우리, 사랑해도 되나요?                       | 제공 폭스 2000 픽처스 |
| 2005.12.21 | 열두명의 웬수들 2                            | 공동 제작 21 Laps Entertainment and Dozen Canada Productions                                                                               |
| 2006.1.6   | 그랜드마 보이                                | 공동 제작 Happy Madison Productions, 서밋 엔터테인먼트 and Level 1 Entertainment                                                           |
| 2006.1.13  | 트리스탄 & 이졸데                            | 공동 제작 Scott Free Productions and Franchise Pictures                                                                                    |
| 2006.1.27  | 빅 마마 하우스 2                             | 공동 제작 리젠시 엔터프라이즈, Runteldat Entertainment and Deep River Productions                                                          |
| 2006.2.17  | 데이트 영화                                  | 배급 담당, 제작 뉴 리젠시 프로덕션 |
| 2006.3.3   | 아쿠아마린                                   | 제공 폭스 2000 픽처스, 공동 제작 Storefront Pictures                                                                                       |
| 2006.3.31  | 아이스 에이지 2                              | 제공 20세기 폭스 애니메이션 공동 제작 블루 스카이 스튜디오                                                                                 |
| 2006.4.21  | 센티넬                                       | 공동 제작 리젠시 엔터프라이즈 and 듄 엔터테인먼트                                                                                          |
| 2006.5.12  | 행운을 돌려줘                                | 배급 담당, 제작 뉴 리젠시 프로덕션, Cheyenne Enterprises and Silvercup Studios                                                             |
| 2006.5.26  | 엑스맨: 최후의 전쟁                          | 공동 제작 마블 엔터테인먼트, 듄 엔터테인먼트, Ingenious Film Partners and The Donners' Company                                             |
| 2006.6.6   | 오멘                                         | 공동 제작 Di Bonaventura Pictures and Skylark Productions                                                                                  |
| 2006.6.16  | 가필드 2                                     | 공동 제작 듄 엔터테인먼트, Ingenious Film Partners, Paws Inc., Major Studio Partners and Davis Entertainment                               |
| 2006.6.30  | 악마는 프라다를 입는다                       | 제공 폭스 2000 픽처스, 공동 제작 듄 엔터테인먼트                                                                                           |
| 2006.7.21  | 겁나는 여친의 완벽한 비밀                    | 배급 담당, 제작 뉴 리젠시 프로덕션 and Pariah Films                                                                                        |
| 2006.7.28  | 존 터커 머스트 다이                          | 공동 제작 듄 엔터테인먼트, Landscape Productions, Major Studio Partners and John US Productions                                            |
| 2006.9.1   | 이디오크러시                                 | 공동 제작 Judgemental Films |
| 2006.9.15  | 리틀 야구왕 앤디                             | 제공 폭스 2000 픽처스, 공동 제작 IDT Entertainment, Arc Productions and Dan Krech Productions                                              |
| 2006.9.22  | 밴디다스                                     | 공동 제작 유로파코프, 카날+ |
| 2006.10.13 | 더 마린                                      | 공동 제작 WWE 스튜디오, 듄 엔터테인먼트 and Skylark Productions                                                                            |
| 2006.10.20 | 플리카                                       | 공동 제작 듄 엔터테인먼트 |
| 2006.11.3  | 보랏: 카자흐스탄 킹카의 미국 문화 빨아들이기 | 공동 제작 듄 엔터테인먼트 and Four by Two Films                                                                                            |
| 2006.11.10 | 어느 멋진 순간                               | 제공 폭스 2000 픽처스, 공동 제작 듄 엔터테인먼트 and Scott Free Productions                                                                |
| 2006.11.22 | 내 생애 가장 징글징글한 크리스마스           | 배급 담당, 제작 뉴 리젠시 프로덕션, 1492 픽처스                                                                                            |
| 2006.11.22 | 천년을 흐르는 사랑                           | 인터내셔널 배급, 공동 제작 워너 브라더스, 리젠시 엔터프라이즈 and Protozoa Pictures                                                        |
| 2006.12.14 | 에라곤                                       | 공동 제작 듄 엔터테인먼트, Di Bonaventura Pictures and Davis Entertainment                                                                 |
| 2006.12.22 | 박물관이 살아있다                            | 공동 제작 듄 엔터테인먼트, 1492 픽처스, 21 Laps Entertainment and Ingenious Film Partners                                                  |
| 2007.1.26  | 에픽 무비                                    | 배급 담당, 제작 뉴 리젠시 프로덕션 |
| 2007.2.23  | 르노 911! - 마이애미                         | 북미 배급, 공동 제작 파라마운트 픽쳐스, Comedy Central Films, Double Feature Films and Jersey Films                                        |
| 2007.4.4   | 파이어하우스 독                              | 배급 담당, 제작 뉴 리젠시 프로덕션 |
| 2007.4.13  | 패스파인더                                   | 공동 제작 듄 엔터테인먼트 and Phoenix Pictures                                                                                             |
| 2007.5.11  | 28주 후                                      | 배급 Fox Atomic, 공동 제작 DNA Films |
| 2007.6.15  | 판타스틱 4: 실버 서퍼의 위협                 | 공동 제작 Constantin Film, 마블 엔터테인먼트, 듄 엔터테인먼트, 1492 픽처스 and Bernd Eichinger Productions                                 |
| 2007.6.27  | 다이하드 4.0                                 | 공동 제작 듄 엔터테인먼트, Cheyenne Enterprises and Ingenious Film Partners                                                                |
| 2007.7.27  | 심슨 가족: 더 무비                           | 공동 제작 듄 엔터테인먼트, Gracie Films, Film Roman and Rough Draft Feature Animation                                                      |
| 2007.8.31  | 데스 센텐스                                  | 배급 Fox Atomic, 공동 제작 Hyde Park Entertainment and Baldwin Entertainment Group                                                         |
| 2007.10.5  | 싸인 시커: 여섯 개의 빛을 찾아서             | 공동 제작 월든 미디어 and 듄 엔터테인먼트                                                                                                  |
| 2007.11.16 | 마고리엄의 장난감 백화점                     | 북미 배급, 공동 제작 월든 미디어 and Mandate Pictures                                                                                      |
| 2007.11.21 | 히트맨                                       | 북미 배급, 공동 제작 유로파코프 |
| 2007.12.14 | 앨빈과 슈퍼밴드                              | 제공 폭스 2000 픽처스, 공동 제작 리젠시 엔터프라이즈, 듄 엔터테인먼트 and Bagdasarian Productions                                          |
| 2007.12.25 | 에이리언 VS. 프레데터 2                      | 공동 제작 듄 엔터테인먼트, Davis Entertainment and Brandywine Productions                                                                  |
| 2008.1.10  | 27번의 결혼 리허설                           | 제공 폭스 2000 픽처스, 공동 제작 스파이글래스 엔터테인먼트 and 듄 엔터테인먼트                                                             |
| 2008.1.25  | 미트 더 스파르탄                             | 배급 담당, 제작 뉴 리젠시 프로덕션 and Wayans Bros. Entertainment                                                                          |
| 2008.2.14  | 점퍼                                         | 공동 제작 뉴 리젠시 프로덕션, 듄 엔터테인먼트, Di Bonaventura Pictures, Skylark Productions and Epsilon Motion Pictures                    |
| 2008.3.14  | 호튼                                         | 제공 20세기 폭스 애니메이션 공동 제작 블루 스카이 스튜디오                                                                                 |
| 2008.3.21  | 셔터                                         | 배급 담당, 제작 뉴 리젠시 프로덕션, Vertigo Entertainment and Skylark Productions                                                          |
| 2008.4.4   | 님스 아일랜드                                | 북미 배급, 공동 제작 월든 미디어 |
| 2008.4.25  | 더 클럽                                      | 배급 Fox Atomic, 공동 제작 Media Rights Capital                                                                                            |
| 2008.5.9   | 라스베가스에서만 생길 수 있는 일             | 공동 제작 리젠시 엔터프라이즈, 듄 엔터테인먼트, 21 Laps Entertainment, Mosaic Media Group, and Penn Station Entertainment                  |
| 2008.6.13  | 해프닝                                       | 공동 제작 듄 엔터테인먼트, 스파이글래스 엔터테인먼트, Blinding Edge Pictures and UTV Motion Pictures                                       |
| 2008.7.11  | 미트 데이브                                  | 공동 제작 리젠시 엔터프라이즈, 듄 엔터테인먼트, Friendly Films, Guy Walks Into a Bar Productions and Deep River Productions                |
| 2008.7.18  | 스페이스 침스                                | 공동 제작 Vanguard Animation, Odyssey Entertainment, Arc Productions and Studiopolis                                                       |
| 2008.7.25  | 엑스 파일: 나는 믿고 싶다                    | 공동 제작 듄 엔터테인먼트, Ten Thirteen Productions and Crying Box Productions                                                             |
| 2008.8.15  | 미러                                         | 배급 담당, 제작 뉴 리젠시 프로덕션, 오리지널 필름 and Skylark Productions                                                                  |
| 2008.8.20  | 록커                                         | 배급 Fox Atomic, 공동 제작 듄 엔터테인먼트 and 21 Laps Entertainment                                                                       |
| 2008.8.29  | 바빌론 A.D.                                  | 공동 제작 듄 엔터테인먼트, One Race Films, 스튜디오 카날 and M6 Films                                                                      |
| 2008.10.10 | 시티 오브 엠버: 빛의 도시를 찾아서           | 배급 담당, 제작 월든 미디어, 오리지널 필름 and Playtone                                                                                    |
| 2008.10.17 | 맥스 페인                                    | 공동 제작 듄 엔터테인먼트, Remedy Entertainment, Firm Films and Foxtor Productions                                                         |
| 2008.10.31 | 소녀괴담 : 17살 여고생의 악몽                | 영국 제작 |
| 2008.11.26 | 오스트레일리아                               | 공동 제작 듄 엔터테인먼트 and Bazmark Films                                                                                                |
| 2008.12.12 | 지구가 멈추는 날                             | 공동 제작 듄 엔터테인먼트 and 3 Arts Entertainment                                                                                         |
| 2009.1.9   | 말리와 나                                    | 제공 폭스 2000 픽처스, 공동 제작 리젠시 엔터프라이즈, 듄 엔터테인먼트 and Sunswept Entertainment                                           |
| 2009.1.9   | 신부들의 전쟁                                | 제공 폭스 2000 픽처스, 공동 제작 뉴 리젠시 프로덕션 and 듄 엔터테인먼트                                                                    |
| 2009.1.30  | 테이큰                                       | 공동 제작 유로파코프 |
| 2009.2.27  | 스트리트 파이터: 춘리의 전설                 | 공동 제작 Hyde Park Entertainment |
| 2009.3.27  | 12 라운드                                    | 배급 Fox Atomic, 공동 제작 WWE 스튜디오 and 듄 엔터테인먼트                                                                                |
| 2009.4.10  | 드래곤볼 에볼루션                            | 공동 제작 듄 엔터테인먼트, Di Bonaventura Pictures, Star Overseas, Ingenious Film Partners, Big Screen Productions and Skylark Productions |
| 2009.5.1   | 엑스맨 탄생: 울버린                          | 공동 제작 마블 엔터테인먼트, 듄 엔터테인먼트, 인지니어스 필름 파트너스, The Donners' Company and Seed Productions                          |
| 2009.5.22  | 박물관이 살아있다 2                          | 공동 제작 듄 엔터테인먼트 Ingenious Film Partners, 1492 픽처스 and 21 Laps Entertainment                                                   |
| 2009.7.3   | 아이스 에이지 3: 공룡시대                    | 제공 20세기 폭스 애니메이션 공동 제작 블루 스카이 스튜디오                                                                                 |
| 2009.7.10  | 아이 러브 유, 베스 쿠퍼                      | 배급 Fox Atomic, 공동 제작 1492 픽처스, 듄 엔터테인먼트, The Bridge Studios and Ingenious Film Partners                                    |
| 2009.7.31  | 다락방의 외계인                              | 공동 제작 리젠시 엔터프라이즈, 듄 엔터테인먼트 and Josephson Entertainment                                                                 |
| 2009.8.21  | 포스트 그래드                                | 배급 Fox Atomic, 공동 제작 듄 엔터테인먼트, The Montecito Picture Company and Cold Spring Pictures                                         |
| 2009.9.4   | 올 어바웃 스티브                             | 제공 폭스 2000 픽처스, 공동 제작 듄 엔터테인먼트, Fortis Films and Radar Pictures                                                          |
| 2009.9.18  | 죽여줘! 제니퍼                               | 배급 Fox Atomic, 공동 제작 듄 엔터테인먼트                                                                                                 |
| 2009.11.13 | 판타스틱 Mr. 폭스                            | 북미 배급, 공동 제작 리젠시 엔터프라이즈, 듄 엔터테인먼트, Indian Paintbrush and American Empirical Pictures                               |
| 2009.12.18 | 아바타                                       | 공동 제작 듄 엔터테인먼트, Lightstorm Entertainment and Ingenious Film Partners                                                            |
| 2009.12.23 | 앨빈과 슈퍼밴드 2                            | 제공 폭스 2000 픽처스, 공동 제작 리젠시 엔터프라이즈, 듄 엔터테인먼트, Bagdasarian Productions and Tall Trees Productions                  |

## 2010년대
| 개봉 날짜  | 제목                                     | 비고 |
| ---------- | ---------------------------------------- | --- |
| 2010.1.22  | 미스터 이빨요정                          | 공동 제작 월든 미디어, 듄 엔터테인먼트, Mayhem Pictures and Blumhouse Productions |
| 2010.2.12  | 퍼시 잭슨과 번개 도둑                    | 제공 폭스 2000 픽처스, 공동 제작 듄 엔터테인먼트, 1492 픽처스, Di Bonaventura Pictures and Sunswept Entertainment                                                                      |
| 2010.3.19  | 윔피 키드                                | 제공 폭스 2000 픽처스, 공동 제작 듄 엔터테인먼트 and Color Force |
| 2010.4.9   | 브로큰 데이트                            | 공동 제작 듄 엔터테인먼트, 21 Laps Entertainment and Media Magik Entertainment |
| 2010.6.4   | 마마듀크                                 | 공동 제작 리젠시 엔터프라이즈, 듄 엔터테인먼트 and Davis Entertainment |
| 2010.6.11  | A-특공대                                 | 공동 제작 듄 엔터테인먼트, Scott Free Productions, Cannell Studios and Top Cow Productions                                                                                             |
| 2010.6.25  | 나잇 & 데이                              | 공동 제작 리젠시 엔터프라이즈 and 듄 엔터테인먼트 |
| 2010.7.9   | 프레데터스                               | 공동 제작 듄 엔터테인먼트, Troublemaker Studios and Davis Entertainment |
| 2010.7.23  | 라모너 앤 비저스                         | 제공 폭스 2000 픽처스, 공동 제작 월든 미디어, 듄 엔터테인먼트 and Di Novi Pictures |
| 2010.8.20  | 뱀파이어 써커                            | 배급 담당, 제작 뉴 리젠시 프로덕션 |
| 2010.9.3   | 마셰티                                   | 북미 배급, 공동 제작 듄 엔터테인먼트, Hyde Park Entertainment and Troublemaker Studios                                                                                                 |
| 2010.9.24  | 월 스트리트: 머니 네버 슬립스            | 공동 제작 듄 엔터테인먼트 |
| 2010.11.12 | 언스토퍼블                               | 공동 제작 듄 엔터테인먼트 and Scott Free Productions |
| 2010.11.26 | 러브 & 드럭스                            | 제공 폭스 2000 픽처스, 공동 제작 뉴 리젠시 프로덕션, 듄 엔터테인먼트, Stuber Pictures and Bedford Falls Productions                                                                    |
| 2010.12.10 | 나니아 연대기: 새벽 출정호의 항해        | 제공 폭스 2000 픽처스, 공동 제작 월든 미디어 and 듄 엔터테인먼트 |
| 2010.12.25 | 걸리버 여행기                            | 공동 제작 듄 엔터테인먼트 and Davis Entertainment |
| 2011.2.18  | 빅 마마 하우스 3: 라이크 파더, 라이크 선 | 배급 담당, 제작 뉴 리젠시 프로덕션, Runteldat Entertainment and The Collective & Friendly Films                                                                                        |
| 2011.3.25  | 윔피 키드 2                              | 제공 폭스 2000 픽처스, 공동 제작 듄 엔터테인먼트 and Color Force |
| 2011.4.15  | 리오                                     | 제공 20세기 폭스 애니메이션, 공동 제작 블루 스카이 스튜디오 |
| 2011.4.22  | 워터 포 엘리펀트                         | 제공 폭스 2000 픽처스, 공동 제작 듄 엔터테인먼트, 3 Arts Entertainment, Flashpoint Entertainment, Ingenious Media and Big Screen Productions                                           |
| 2011.6.3   | 엑스맨: 퍼스트 클래스                    | 공동 제작 마블 엔터테인먼트, 듄 엔터테인먼트, Bad Hat Harry Productions, The Donners' Company and Ingenious Film Partners                                                              |
| 2011.6.17  | 파퍼씨네 펭귄들                          | 공동 제작 듄 엔터테인먼트 and Davis Entertainment |
| 2011.7.1   | 몬테 카를로                              | 제공 폭스 2000 픽처스, 공동 제작 리젠시 엔터프라이즈, 듄 엔터테인먼트 and Di Novi Pictures                                                                                             |
| 2011.8.5   | 혹성탈출: 진화의 시작                    | 공동 제작 듄 엔터테인먼트, Chernin Entertainment, Big Screen Productions, Ingenious Media and Ingenious Film Partners                                                                  |
| 2011.8.12  | 글리: 더 3D 콘서트 무비                  | 공동 제작 듄 엔터테인먼트 and Ryan Murphy Productions |
| 2011.9.30  | 당신은 몇번째인가요?                     | 배급 담당, 제작 뉴 리젠시 프로덕션 and Contrafilm |
| 2011.10.14 | 더 빅 이어                               | 제공 폭스 2000 픽처스, 공동 제작 듄 엔터테인먼트, Red Hour Productions, DeDeuce Three Productions and Sunswept Entertainment                                                           |
| 2011.10.28 | 인 타임                                  | 배급 담당, 제작 뉴 리젠시 프로덕션 and Strike Entertainment |
| 2011.12.9  | 더 시터                                  | 공동 제작 듄 엔터테인먼트, Michael De Luca Productions and Rough House |
| 2011.12.16 | 앨빈과 슈퍼밴드 3                        | 제공 폭스 2000 픽처스, 공동 제작 리젠시 엔터프라이즈, 듄 엔터테인먼트 and Bagdasarian Productions                                                                                      |
| 2011.12.23 | 우리는 동물원을 샀다                     | 공동 제작 듄 엔터테인먼트, LBI Entertainment and Vinyl Films |
| 2011.12.25 | 다크 아워                                | 인터내셔널 배급, 공동 제작 서밋 엔터테인먼트, 뉴 리젠시 프로덕션, Di Bonaventura Pictures and The Jacobson Company                                                                     |
| 2012.1.20  | 레드 테일스                              | 공동 제작 루카스 필름, FilmNation Entertainment and Alliance Films |
| 2012.2.3   | 크로니클                                 | 공동 제작 듄 엔터테인먼트 and Davis Entertainment |
| 2012.2.17  | 디스 민즈 워                             | 공동 제작 듄 엔터테인먼트 and Overbrook Entertainment |
| 2012.4.13  | 바보 삼총사                              | 공동 제작 듄 엔터테인먼트 and Conundrum Entertainment |
| 2012.6.8   | 프로메테우스                             | 공동 제작 듄 엔터테인먼트 and Scott Free Productions |
| 2012.6.22  | 링컨: 뱀파이어 헌터                      | 공동 제작 듄 엔터테인먼트 and Skylark Productions |
| 2012.7.13  | 아이스 에이지 4: 대륙 이동설             | 제공 20세기 폭스 애니메이션, 공동 제작 블루 스카이 스튜디오 |
| 2012.7.27  | 왓치                                     | 공동 제작 듄 엔터테인먼트, 21 Laps Entertainment, Big Screen Productions, Ingenious Film Partners and Ingenious Media                                                                  |
| 2012.8.3   | 다이어리 오브 어 윔피 키드 : 도그 데이즈 | 제공 폭스 2000 픽처스, 공동 제작 듄 엔터테인먼트and Color Force |
| 2012.9.28  | 원트 백 다운                             | 배급 담당, 공동 제작 월든 미디어 and Gran Via Productions |
| 2012.10.5  | 테이큰 2                                 | 공동 제작 유로파코프 and 카날 플러스 |
| 2012.10.26 | 체이싱 매버릭스                          | 제공 폭스 2000 픽처스, 공동 제작 월든 미디어 and 듄 엔터테인먼트 |
| 2012.11.16 | 링컨                                     | 인터내셔널 배급, 공동 제작 드림웍스, Reliance Entertainment, 듄 엔터테인먼트, 앰블린 엔터테인먼트, Participant Media and The Kennedy/Marshall Company                                  |
| 2012.11.23 | 라이프 오브 파이                         | 제공 폭스 2000 픽처스, 공동 제작 듄 엔터테인먼트 |
| 2012.12.28 | 그들만의 부모 가이드                     | 공동 제작 듄 엔터테인먼트, 월든 미디어 and Chernin Entertainment |
| 2013.1.18  | 브로큰 시티                              | 배급 담당, 제작 Inferno Distribution, 뉴 리젠시 프로덕션, Emmett/Furla Films, Black Bear Pictures, Closest to the Hole Productions, Leverage Communications and Envision Entertainment |
| 2013.2.15  | 다이하드: 굿 데이 투 다이                | 공동 제작 TSG 엔터테인먼트 and Giant Pictures |
| 2013.3.22  | 크루즈 패밀리                            | 배급 담당, 제작 드림웍스 애니메이션 20세기 폭스가 배급하는 첫 번째 드림웍스 애니메이션 제작 영화.                                                                                      |
| 2013.5.24  | 에픽: 숲속의 전설                        | 제공 20세기 폭스 애니메이션, 공동 제작 블루 스카이 스튜디오 |
| 2013.6.7   | 인턴쉽                                   | 공동 제작 리젠시 엔터프라이즈, TSG 엔터테인먼트, Wild West Picture Show and 21 Laps Entertainment                                                                                      |
| 2013.6.28  | 히트                                     | 공동 제작 TSG 엔터테인먼트 and Chernin Entertainment |
| 2013.7.17  | 터보                                     | 배급 담당, 제작 드림웍스 애니메이션 |
| 2013.7.26  | 더 울버린                                | 공동 제작 마블 엔터테인먼트, TSG 엔터테인먼트, Bad Hat Harry Productions, Seed Productions and The Donners' Company                                                                    |
| 2013.8.9   | 퍼시 잭슨과 괴물의 바다                  | 제공 폭스 2000 픽처스, 공동 제작 TSG 엔터테인먼트, 1492 픽처스, Di Bonaventura Pictures and Sunswept Entertainment                                                                     |
| 2013.10.4  | 히든카드                                 | 배급 담당, 제작 뉴 리젠시 프로덕션, Appian Way Productions and Double Feature Films |
| 2013.10.25 | 카운슬러                                 | 제공 폭스 2000 픽처스, 공동 제작 TSG 엔터테인먼트, Scott Free Productions, Nick Wechsler Productions and Chockstone Pictures                                                           |
| 2013.11.8  | 책도둑                                   | 제공 폭스 2000 픽처스, 공동 제작 TSG 엔터테인먼트, Sunswept Entertainment and Studio Babelsberg                                                                                        |
| 2013.12.20 | 다이노소어 어드벤처 3D                   | 공동 제작 Reliance Entertainment, IM Global and Evergreen Films |
| 2013.12.27 | 월터의 상상은 현실이 된다                | 공동 제작 TSG 엔터테인먼트, 뉴 라인 시네마, Red Hour Productions, Samuel Goldwyn Films and Blind Wink Productions                                                                      |
| 2014.1.17  | 악마의 탄생                              | 공동 제작 TSG 엔터테인먼트, Davis Entertainment and Skylark Productions |
| 2014.2.7   | 모뉴먼츠 맨: 세기의 작전                 | 인터내셔널 배급, 제공 폭스 2000 픽처스, 공동 제작 콜럼비아 픽처스, TSG 엔터테인먼트, 렐러티비티 미디어, Babelsberg Studios and Smokehouse Pictures                                     |
| 2014.2.28  | 선 오브 갓                               | 공동 제작 Lightworkers Media |
| 2014.3.7   | 천재 강아지 미스터 피바디                | 배급 담당, 제작 드림웍스 애니메이션 |
| 2014.4.11  | 리오 2                                   | 제공 20세기 폭스 애니메이션, 공동 제작 블루 스카이 스튜디오 |
| 2014.4.25  | 아더 우먼                                | 공동 제작 TSG 엔터테인먼트 |
| 2014.5.23  | 엑스맨: 데이즈 오브 퓨처 패스트          | 공동 제작 TSG 엔터테인먼트, 마블 엔터테인먼트, Bad Hat Harry Productions, The Donners' Company, Ingenious Media and Big Screen Productions                                             |
| 2014.6.6   | 안녕, 헤이즐                             | 제공 폭스 2000 픽처스, 공동 제작 TSG 엔터테인먼트 and 템플 힐 엔터테인먼트 |
| 2014.6.13  | 드래곤 길들이기 2                        | 배급 담당, 제작 드림웍스 애니메이션 |
| 2014.7.11  | 혹성탈출: 반격의 서막                    | 공동 제작 TSG 엔터테인먼트, Chernin Entertainment, Ingenious Media, Big Screen Productions and Ingenious Film Partners                                                                 |
| 2014.8.15  | 렛츠 비 캅스                             | 공동 제작 TSG 엔터테인먼트 and WideAwake |
| 2014.9.19  | 메이즈 러너                              | 공동 제작 TSG 엔터테인먼트, Gotham Group and 템플 힐 엔터테인먼트 |
| 2014.10.3  | 나를 찾아줘                              | 공동 제작 리젠시 엔터프라이즈 and TSG 엔터테인먼트 |
| 2014.10.17 | 마놀로와 마법의 책                       | 공동 제작 20세기 폭스 애니메이션 and Reel FX Creative Studios |
| 2014.11.26 | 마다가스카의 펭귄                        | 배급 담당, 제작 드림웍스 애니메이션 |
| 2014.12.5  | 더 피라미드                              | 영국 배급, 공동 제작 Silvatar Media and 폭스 인터내셔널 프로덕션 |
| 2014.12.12 | 엑소더스: 신들과 왕들                    | 공동 제작 TSG 엔터테인먼트, Scott Free Productions, Chernin Entertainment and Babieka & Volcano Films                                                                                  |
| 2014.12.19 | 박물관이 살아있다: 비밀의 무덤           | 공동 제작 TSG 엔터테인먼트, 1492 픽처스 and 21 Laps Entertainment |
| 2015.1.9   | 테이큰 3                                 | 공동 제작 유로파 코프, M6 Films, Ciné+, 카날 플러스 |
| 2015.2.13  | 킹스맨: 시크릿 에이전트                  | 공동 제작 TSG 엔터테인먼트, Marv Films, Cloudy Productions and Shangri-La Entertainment                                                                                                |
| 2015.3.6   | 언피니시드 비즈니스                      | 배급 담당, 제작 뉴 리젠시 프로덕션, Escape Artists and Pariah Films |
| 2015.3.27  | 홈                                       | 배급 담당, 제작 드림웍스 애니메이션 |
| 2015.4.10  | 롱기스트 라이드                          | 제공 폭스 2000 픽처스, 공동 제작 TSG 엔터테인먼트 and Temple Hill Entertainment |
| 2015.5.22  | 폴터가이스트                             | 제공 폭스 2000 픽처스, 공동 제작 메트로 골드윈 메이어, TSG 엔터테인먼트, Ghost House Pictures and Vertigo Entertainment                                                                |
| 2015.6.5   | 스파이                                   | 공동 제작 TSG 엔터테인먼트 and Chernin Entertainment |
| 2015.7.24  | 페이퍼 타운                              | 제공 폭스 2000 픽처스, 공동 제작 TSG 엔터테인먼트 and Temple Hill Entertainment |
| 2015.8.7   | 판타스틱 4                               | 공동 제작 마블 엔터테인먼트, Constantin Film, TSG 엔터테인먼트, Marv Films and Kinberg Genre                                                                                           |
| 2015.8.21  | 히트맨: 에이전트 47                      | 공동 제작 TSG 엔터테인먼트, Giant Pictures and Daybreak Films |
| 2015.9.18  | 메이즈 러너: 스코치 트라이얼             | 공동 제작 TSG 엔터테인먼트, Gotham Group and Temple Hill Entertainment |
| 2015.10.2  | 마션                                     | 공동 제작 TSG 엔터테인먼트 and Scott Free Productions |
| 2015.10.16 | 스파이 브릿지                            | 인터내셔널 배급, 제공 폭스 2000 픽처스, 공동 제작 드림웍스, TSG 엔터테인먼트, 앰블린 엔터테인먼트, Participant Media, Reliance Entertainment and The Kennedy/Marshall Company          |
| 2015.11.6  | 스누피: 더 피너츠 무비                   | 제공 20세기 폭스 애니메이션, 공동 제작 블루 스카이 스튜디오 |
| 2015.11.25 | 빅터 프랑켄슈타인                        | 공동 제작 TSG 엔터테인먼트, Di Bonaventura Pictures, Davis Entertainment, Sunswept Entertainment and Skylark Productions                                                               |
| 2015.12.18 | 앨빈과 슈퍼밴드: 악동 어드벤처           | 제공 폭스 2000 픽처스, 공동 제작 리젠시 엔터프라이즈, TSG 엔터테인먼트 and Bagdasarian Productions                                                                                     |
| 2015.12.25 | 조이                                     | 제공 폭스 2000 픽처스, 공동 제작 TSG 엔터테인먼트, Davis Entertainment and Annapurna Pictures                                                                                          |
| 2015.12.25 | 레버넌트: 죽음에서 돌아온 자             | 배급 담당, 제작 뉴 리젠시 프로덕션, 랫팩 엔터테인먼트 and Anonymous Content |
| 2016.1.29  | 쿵푸 팬더 3                              | 배급 담당, 제작 드림웍스 애니메이션 |
| 2016.2.12  | 데드풀                                   | 공동 제작 마블 엔터테인먼트, TSG 엔터테인먼트, Kinberg Genre and The Donners' Company                                                                                                  |
| 2016.2.26  | 독수리 에디                              | 인터내셔널 배급, 공동 제작 TSG 엔터테인먼트, Marv Films, Saville Productions and Babelsberg Studio                                                                                     |
| 2016.3.4   | 아더 사이드 오브 도어 : 악령의 문        | 공동 제작 TSG 엔터테인먼트, Gotham Group and Skylark Productions |
| 2016.5.27  | 엑스맨: 아포칼립스                       | 공동 제작 마블 엔터테인먼트, TSG 엔터테인먼트, The Donners' Company and Bad Hat Harry Productions                                                                                      |
| 2016.6.24  | 인디펜던스 데이: 리써전스                | 공동 제작 TSG 엔터테인먼트, Centropolis Entertainment and Electric Entertainment |
| 2016.7.8   | 마이크와 데이브는 데이트 상대가 필요해   | 공동 제작 TSG 엔터테인먼트 and Chernin Entertainment |
| 2016.7.22  | 아이스 에이지: 지구 대충돌               | 제공 20세기 폭스 애니메이션, 공동 제작 블루 스카이 스튜디오 |
| 2016.9.2   | 모건                                     | 공동 제작 TSG 엔터테인먼트 and Scott Free Productions |
| 2016.9.30  | 미스 페레그린과 이상한 아이들의 집       | 공동 제작 TSG 엔터테인먼트, Chernin Entertainment and Tim Burton Productions |
| 2016.10.21 | 이웃집 스파이                            | 제공 폭스 2000 픽처스, 공동 제작 TSG 엔터테인먼트 and Parkes+MacDonald Image Nation |
| 2016.11.4  | 트롤                                     | 배급 담당, 제작 드림웍스 애니메이션 |
| 2016.11.23 | 그 규칙은 당신에게 적용되지 않아요       | 공동 제작 리젠시 엔터프라이즈, 랫팩 엔터테인먼트 and Worldview Entertainment |
| 2016.12.21 | 어쌔신 크리드                            | 배급 담당, 제작 뉴 리젠시 프로덕션, 랫팩 엔터테인먼트, Ubisoft Motion Pictures, DMC Films and The Kennedy/Marshall Company                                                             |
| 2016.12.23 | 와이 힘?                                 | 공동 제작 TSG 엔터테인먼트, 21 Laps Entertainment and Red Hour Productions |
| 2016.12.25 | 히든 피겨스                              | 제공 폭스 2000 픽처스, 공동 제작 TSG 엔터테인먼트, Levantine Films and Chernin Entertainment                                                                                           |
| 2017.2.17  | 더 큐어                                  | 배급 담당, 제작 Blind Wink Productions and 뉴 리젠시 프로덕션 |
| 2017.3.3   | 로건                                     | 공동 제작 마블 엔터테인먼트, TSG 엔터테인먼트, The Donners' Company and Hutch Parker Entertainment                                                                                     |
| 2017.3.31  | 보스 베이비                              | 배급 담당, 제작 드림웍스 애니메이션 |
| 2017.5.12  | 스내치드                                 | 공동 제작 TSG 엔터테인먼트, Chernin Entertainment and Feigco Entertainment |
| 2017.5.19  | 다이어리 오브 어 윔피 키드: 더 롱 홀     | 제공 Fox 2000 Pictures, co-production with TSG 엔터테인먼트 and Color Force |
| 2017.5.19  | 에이리언: 커버넌트                       | 공동 제작 Scott Free Productions |
| 2017.6.2   | 캡틴 언더팬츠                            | 배급 담당, 제작 드림웍스 애니메이션 이 영화가 20세기 폭스에서 마지막으로 배급하는 드림웍스 애니메이션 제작 영화이다.                                                                   |
| 2017.7.14  | 혹성탈출: 종의 전쟁                      | 공동 제작 TSG 엔터테인먼트 and Chernin Entertainment |
| 2017.9.22  | 킹스맨: 골든 서클                        | 공동 제작 TSG 엔터테인먼트, Marv Films, Shangri-La Entertainment and Cloudy Productions                                                                                                |
| 2017.10.6  | 우리 사이의 거대한 산                    | 제공 폭스 2000 픽처스, 공동 제작 Chernin Entertainment |
| 2017.11.10 | 오리엔트 특급 살인                       | 공동 제작 The Mark Gordon Company, Genre Films and Scott Free Productions |
| 2017.12.15 | 페르디난드                               | 제공 20세기 폭스 애니메이션, 공동 제작 블루 스카이 스튜디오 |
| 2017.12.20 | 위대한 쇼맨                              | 공동 제작 Chernin Entertainment, Seed Productions and Lawrence Mark Productions |
| 2017.12.22 | 더 포스트                                | 공동 제작 드림웍스, Reliance Entertainment, 앰블린 엔터테인먼트, Pascal Pictures, and Star Thrower Entertainment                                                                       |
| 2018.1.26  | 메이즈 러너: 데스 큐어                   | 공동 제작 Gotham Group and 템플 힐 엔터테인먼트 |
| 2018.3.2   | 레드 스패로                              | 공동 제작 Chernin Entertainment and Film Rites |
| 2018.3.16  | 러브, 사이먼                             | 제공 폭스 2000 픽처스 |
| 2018.5.18  | 데드풀 2                                 | 공동 제작 마블 엔터테인먼트, Genre Films and The Donners' Company |
| 2018.8.3   | 다키스트 마인드                          | 공동 제작 21 Laps Entertainment |
| 2018.9.14  | 더 프레데터                              | 공동 제작 Davis Entertainment, 실버 픽처스 and Lawrence Gordon Productions |
| 2018.10.12 | 배드 타임즈: 엘 로얄에서 생긴 일         | 공동 제작 TCF Vancouver Productions |
| 2018.10.19 | 더 헤이트 유 기브                        | 공동 제작 템플 힐 엔터테인먼트 and State Street Pictures |
| 2018.11.2  | 보헤미안 랩소디                          | 공동 제작 뉴 리젠시 프로덕션, GK Films and Queen Films |
| 2018.11.16 | 위도우즈                                 | 배급 담당, 제작 뉴 리젠시 프로덕션, Film 4 Productions and See-Saw Films |
| 2019.1.25  | 왕이 될 아이                             | 공동 제작 워킹 타이틀 필름스 and Big Talk Productions |
| 2019.2.14  | 알리타: 배틀 엔젤                        | 공동 제작 Lightstorm Entertainment and Troublemaker Studios |
| 2019.4.17  | 브레이크스루                             | 제공 폭스 2000 픽처스, 공동 제작 Franklin Entertainment and Unanimous Media 이 영화부터 20세기 폭스에서 제작하는 모든 영화들은 월트 디즈니 스튜디오 모션 픽처스에서 배급 하게 되었다.  |
| 2019.6.7   | 엑스맨: 다크 피닉스                      | 공동 제작 Genre Films, Hutch Parker Entertainment and The Donners' Company |
| 2019.7.12  | 스투버                                   | 공동 제작 GoldDay |
| 2019.8.9   | 더 아트 오브 레이싱 인 더 레인           | 공동 제작 Fox 2000 Pictures, 오리지널 필름 and Starbucks Entertainment |
| 2019.9.20  | 애드 아스트라                            | 공동 제작 리젠시 엔터프라이즈, 플랜 B 엔터테인먼트, RT Features, Keep Your Head, and Mad River                                                                                         |
| 2019.11.1  | 터미네이터: 다크 페이트                  | 인터내셔널 배급, 공동 제작 파라마운트 픽처스, 스카이댄스 미디어, Lightstorm Entertainment, and Tencent Pictures                                                                        |
| 2019.11.15 | 포드 v 페라리                            | 공동 제작 Chernin Entertainment |
| 2019.12.25 | 스파이 지니어스                          | 제공 20세기 폭스 애니메이션, 공동 제작 블루 스카이 스튜디오 and Chernin Entertainment                                                                                                  |

## 2020년대
| 개봉일자  | 제목     | 비고                                                                      |
| --------- | -------- | ------------------------------------------------------------------------- |
| 2020.1.10 | 언더워터 | 공동 제작 TSG 엔터테인먼트, Chernin Entertainment and Skylark Productions |